# Glindesmoor
Glindesmoor ist ein Ortsteil der Gemeinde Hohenfelde im Amt Horst-Herzhorn des Kreises Steinburg in Schleswig-Holstein. In dem Ortsteil nisten alljährlich Weißstörche. Der gesamte Ortsteil erstreckt sich die Landesstraße 112 entlang. Glindesmoor gehörte 1841 zum Amt Steinburg und zum Schuldistrict Hohenfelde. Die Zahl der Einwohner war 178, darunter ein Victualienhändler und ein Rademacher.